# 馬祖島
馬祖島（ばそとう）は、中華民国福建省連江県に属する諸島。名は媽祖に由来する。別称は馬祖列島。
中華人民共和国は福建省福州市連江県馬祖郷に属すると主張している。

## 地理
中国大陸に近接しており、台湾島からは114海里（約211km）離れている。実効統治しているのは中華民国（台湾）であり、大陸側を統治する中華人民共和国とは異なる国家により統治されている。台湾海峡問題で非常に緊迫した海域に立地している。
南竿、北竿、東莒、西莒、東引島、亮島、高登、大坵、小坵、及びその他の小島から成る。行政的には南竿郷・北竿郷・莒光郷・東引郷に分かれる。うち莒光郷は旧長楽県の一部、ほかの島々は旧連江県の一部であった（東引郷は1954年から1956年までに羅源県の所属であった）。
中華民国の連江県政府庁舎は南竿島の南竿郷介寿村にあり、ここが馬祖の中心地となっている。

## 渡航
中華民国政府はこの島を長く軍事拠点としてきたが、台湾海峡間の軍事的緊張の緩和により、現在は中華人民共和国側の国民も渡航を許可されている。また、小三通政策により、中華人民共和国との交易が活発化した。現在も中華民国の施政下に置かれ、馬祖島の連江県政府は観光事業を展開している。2017年は大陸から24万人、台湾から180万人の観光客が訪れた。

## 携帯電話
携帯電話の取り扱いについて、馬祖と対岸の中華人民共和国福建省とは地理的に極端に近いことと、中華民国と同様のGSMを採用していることから、国際ローミングサービス（中華民国では自動的にサービスが付属する）を受けている中華民国国内の携帯電話では、金門島ほど強くはないが中華人民共和国側の電波をとらえることがある。
例えば、中華民国国内からの電話がかかってきた場合でも、もし中華人民共和国側の電波をとらえたまま電話に出てしまうと、国際電話となる。逆にその状態で電話をかける場合、電話番号の前にカントリーコードが必要となる。